# Zhong ji yi jia
Zhong ji yi jia (cinese tradizionale: 終極一家; cinese semplificato: 终极一家; titolo internazionale The X-Family) è un Drama taiwanese andato in onda a Taiwan a partire dall'8 agosto 2007. Gli attori protagonisti erano Pauline Lan, Jiro Wang, Danson Tang, Sunnie Huang, Calvin Chen ed Aaron Yan.
The X-Family è il sequel di Zhong ji yi ban, andato in onda dall'inverno del 2005 fino alla primavera del 2006.
Un terzo capitolo della saga, Zhong ji san guo, dovrebbe essere stato messo in onda a febbraio del 2009.

## Trama
Oltre alla nostra dimensione spaziotemporale, esistono altre 11 dimensioni che coesistono fianco a fianco con Mojie, la dimensione dove risiede il male. Mojie è riuscito a conquistare 10 di queste dimensioni in una serie di battaglie tra bene e male. Tuttavia, la guerra interdimensionale per la conquista della Dimensione Dorata è risultata in un pareggio, dove sia le forze del Mojie che i guerrieri KO hanno subito grandi danni. Ora la storia continua nella Dimensione di Ferro, dove il risultato deve essere ancora deciso.
A Xiu è affidato il compito di trovare gli alter ego dei guerrieri KO nella Dimensione di Ferro, in modo da poter restaurare i loro poteri ed avere qualche possibilità contro le forze oscure. La sua ricerca lo conduce ad un ragazzo di nome Xia Tian, la contropare di Wang Da Dong, che ha il giusto potenziale per diventare il salvatore del mondo, conosciuto come Zhong Ji Tie Ke Ren.
L'incredibile potere di Xia Tian è sigillato da una benda Feng Long posta sul suo collo, rendendolo essenzialmente un Ma Gua. Ogni tentativo di usare il suo potere risveglia Gui Long, un'entità malvagia dentro di lui. Ma Gui Long non è l'unico ostacolo che Xia Tian deve superare per diventare il Zhong Ji Tie Ke Ren. Altre difficoltà sono le obiezioni della sua famiglia, oltre che il suo stesso disinteresse nel diventare il salvatore del mondo. I suoi atteggiamenti iniziano a cambiare dopo che egli incontra una ragazza che aveva conosciuto durante la sua infanzia, Han. Per salvare la vita della ragazza, egli si reca coraggiosamente nel Mie. Una volta lì, però, si rende conto che ha bisogno di diventare più forte in modo da proteggere coloro che ama.
Sebbene ora Xia Tian sia determinato a diventare il Zhong Ji Tie Ke Ren, deve affrontare diverse dure prove, che gli spezzano il cuore e le ossa, prima di riuscire a diventare il salvatore.

## Personaggi
Xia Xiong (夏雄)
Madre di Xia Yu (夏宇), Xia Tian (夏天) e Xia Mei (夏美).
Essendo l'unica ad avere la responsabilità di portare avanti la famiglia, ed essendo la proprietaria di una compagnia di tir, ha assunto un ruolo che solitamente appartiene ai padri o ai figli maschi.
Sebbene sia molto rude esternamente, desidera il calore della vita di una famiglia normale.
Vuole che i suoi figli conducano delle vite normali, ha quindi sigillato i poteri di Xia Tian e Xia Mei con un paio di "Feng Long Tie" (封龍貼 / Benda del Drago Sigillato) da quando i due sono bambini. Tra tutti i suoi figli, si preoccupa principalmente per Xia Tian.
Ama cucinare, ma molte persone sono ripugnate dai cibi che cucina poiché sono molto cattivi, e farebbero di tutto pur di evitare di mangiarli. Le uniche persone che apprezzano la sua cucina sono Demon Hunter, Jiu Wu e se stessa, e ciò spiega il motivo per cui non smette di cucinare nonostante le proteste di chiunque altro.
Ha divorziato da Ye Si Ren poiché egli era un padre irresponsabile e un marito infedele. Tuttavia, nonostante il matrimonio fosse stato rotto diversi anni prima, lei ama ancora Ye Si Ren e desidera la sua compagnia. Quando egli rivela la sua identità come membro della famiglia malvagia Ye He Na La, Xia Xiong esprime finalmente i propri sentimenti reali e i due si avvicinano molto più di prima. Ma da questo momento non fanno che nascere ostacoli.
Nel primo episodio della serie, la donna indossa un guanto di metallo chiamato "Qilin Shou" (麒麟手 / Guanto Qilin), in grado di evocare un incantesimo familiare dal nome "Qi Lin Mai Chong Guang Tao Can" (麒麟脈衝光套餐).
In seguito, usa un'arma di nome "Wu Feng" (烏風 / Zaocys), che le era stata data diversi anni prima dal Dio delle Armi.
Xia Tian (夏天) / Gui Long (鬼龍)
Xia Tian (tradotto come estate) è un ragazzo dolce dal cuore puro, ma a causa della sua innocenza viene spesso fatto oggetto di bullismo. Sebbene sia nato con dei poteri sovrannaturali, non è molto propenso ad usarli.
Egli sogna di seguire le orme di suo padre e diventare un musicista, un'idea alla quale sua madre si oppone strenuamente. In seguito, egli riesce a convincerla a lasciargli seguire i suoi sogni.
Visto che non è capace di controllare le sue abilità potenti ma poco stabili, sua madre gli ha messo sul collo una benda "Feng Long" (封龍貼), rendendolo non diverso da un "Ma Gua" (麻瓜 / Persona senza poteri).
Xiu crede che Xia Tian abbia il potenziale per divenire il Zhong Ji Tie Ke Ren (終極鐵克人/ Uomo di Ferro Definitivo), il salvatore del mondo, quindi gli insegna a suonare la chitarra e a controllare Gui Long (鬼龍 / Spettro del Drago) - la sua metà malvagia, che ha un grande potere e, in diverse occasioni, tenta di distruggere Xia Tian per diventare la personalità dominante.
La motivazione principale che spinge Xia Tian a sviluppare il suo potere e le sue abilità con la chitarra è Han, una ragazza che egli aveva incontrato da bambino e che, da allora, non ha mai smesso di piacergli.
Quando Xia Tian si toglie la benda, si trasforma in Gui Long e diventa incapace di controllare le proprie azioni. L'arma principale di Gui Long è un plettro per chitarra, che viene chiamato "Gui Long Pi Ke" (鬼龍鎞克 / Plettro di Gui Long).
Lan Ling Wang (蘭陵王)
Lan Ling Wang una volta era un soldato molto allenato e comandante della famiglia Ye He Na La. I suoi vestiti sono quasi una copia perfetta di quelli di Cloud Strife, il personaggio di Final Fantasy VII. Il suo stile di vita è rétro.
Quando Lan Ling Wang appare all'inizio nella storia, fa solo apparizioni ad intermittenza intorno alla famiglia Xia e ai Dong Cheng Wei (東城衛), poiché gli era stato ordinato di trovare la "Sou Hun Qu" (蒐魂曲 / Melodia che Raccoglie l'Anima) e la "Xi Hun Qu" (洗魂曲 / Melodia che Pulisce l'Anima).
La sua famiglia viene uccisa quando egli addolcisce i rapporti con la famiglia Xia Lan Xing De, ed egli prova a vendicarsi dell'assassino. Tuttavia, il suo potere gli viene portato via da una "Gui Ling Yan Huo Qiu" (鬼靈焰火球 / Palla di Fuoco Spiritica), e diventa un Ma Gua (麻瓜), un umano comune, per quasi tutto il periodo della serie, finché il capo della famiglia Ye He Na La riesce a mettere in atto il suo piano di dominare il mondo, e Lan Ling Wang esegue un antico incantesimo per rovinare i suoi propositi, soppiantando così il potere della famiglia Ye He Na La e riottenendo il suo.
Quando Lan Ling Wang perde i poteri, scopre anche che qualcuno aveva maledetto la sua famiglia con una "Qi Xin Zhou" (七星咒 / Maledizione delle Sette Stelle) sei generazioni prima. Se la settima generazione non avesse in qualche modo sollevato la maledizione dalla famiglia prima della nascita dell'ottava generazione, i discendenti avrebbero perso i loro veri poteri e sarebbero diventati per sempre schiavi della famiglia Ye He Na La. Ma, se egli riesce in questo scopo, raccoglierà tutta l'energia dell'odio che i suoi antenati hanno accumulato nei secoli, che lo trasformerebbe nel "Zhong Ji Tie Ke Ren" (終極鐵克人 / Uomo di Ferro Definitivo).
Lan Ling Wang porta una spada presa dal reame degli spiriti, e conosciuta come "Lan Ling Zhan" (攔靈斬). Egli può usarla per raccogliere energie distruttive e produrre un'esplosione potentissima chiamata "Fen Jian Da Fa" (弅劍大法), che può eliminare tutto ciò che la circonda entro 100 miglia, incluso il suo proprietario.
Jiu Wu (灸舞)
Jiu Wu (il nome cinese suona come novantacinque) è il nuovo ascendente al trono della Dimensione di Ferro. L'organizzazione Tie Ke Jin Wei Jun (鐵克禁衛軍 / Esercito Imperiale di Ferro) è sotto il suo controllo per proteggere la dimensione.
Alla sua prima apparizione, egli ha una voce profonda e strana che lo fa sembrare potente e severo. Tuttavia, dopo 12 episodi, la sua voce si svela essere normale.
Ha un fratello minore di nome Jiu Lai, che ha l'aspetto di un uomo vecchio a causa dell'uso sbagliato che ha fatto dei suoi poteri soprannaturali. A causa del fatto che egli si mostra solo raramente, le persone che conoscono suo fratello presumono che il loro aspetto e la loro età possa essere simile; alcuni si riferiscono anche alla somiglianza dei loro nomi.
Come capo, la sua responsabilità più grande è quella di preservare il "Fang Hu Ci Chang" (防護磁場 / Scudo Magnetico di Difesa), il quale protegge il loro mondo da attacchi esterni: se attaccato o rovinato, lo scudo si indebolisce permettendo al male di invadere il mondo. Tuttavia, gli sforzi costanti di Jiu Wu per preservare le forze dello scudo indeboliscono pian piano lui stesso nel processo, rendendolo incapace di usare i suoi poteri in alcune circostanze.
Jiu Wu è stato famoso fin da bambino grazie al suo potere "Jiu Bu Qin Gui Shou" (九步擒鬼手), ossia l'abilità di trovare il tallone d'Achille del suo avversario in nove passi. Nessuno è mai riuscito a sfuggire ai suoi attacchi, finché egli non incontra il padre della famiglia Ye He Na La.
Xia Liu (夏流)
L'allegro nonno di Xia Tian (夏天), Xia Yu (夏宇) e Xia Mei (夏美), e capo della famiglia.
Xia Liu (a causa del fatto che il suo nome suona come la parola cinese per "pervertito" [下流], il suo personaggio sfiora spesso questo tema) dorme letteralmente sotto la casa, visto che l'entrata della sua camera da letto è localizzata sotto il tavolo del soggiorno. Xia Liu è il guardiano dell'ingresso verso la dimensione spiritica Mie (滅). Nonostante l'età, è il membro più forte della famiglia (questo prima che Xia Tian diventi membro superiore).
Una delle abilità principali di Xia Liu è rimuovere i ricordi delle persone, ed è anche il primo potere che si vede utilizzato nella serie.
La sua arma principale è un paio di cembali chiamati "Ke Mo Ba" (剋魔鈸), che egli usa per attaccare attraverso le onde sonore, e per effettuare incantesimi. I suoi attacchi più notevoli sono otto incantesimi che egli usa principalmente per combattere il male, chiamati nell'insieme "Xiang Mo Ba Jue" (降魔八訣).
Ye Si Ren (葉思仁)
Ex-marito di Xia Xiong (夏雄), e padre di Xia Tian (夏天), Xia Yu (夏宇) e Xia Mei (夏美).
Ye Si Ren (il suono cinese è vicino a quello di "死人" / Uomo Morto) è proprietario di un pub chiamato "The Ass Pub" (老屁股), ed è un musicista molto talentuoso.
A causa della sua ingenuità ed infedeltà, il suo matrimonio con Xia Xiong è finito diversi anni prima, ma egli prova ancora qualcosa per lei come dimostrato nelle sue interferenze agli appuntamenti della ex-moglie. Sebbene non fosse stato un buon marito, come padre se la cava bene e farebbe qualsiasi cosa entro le sue capacità per proteggere la sua famiglia e i suoi figli.
Sin dall'inizio, egli appare a tutti come un umano comune o Ma Gua (麻瓜), ma quando i poteri oscuri di Xia Yu iniziano a maniferstarsi, egli si rivela come il membro a capo della famiglia Ye He Na La (葉赫那啦家族), e suona la Xi Hun Qu (洗魂曲 / Melodia che Pulisce l'Anima) per purificare gli istinti e poteri malvagi di Xia Yu.
Xia Yu (夏宇) / Gui Feng (鬼鳳)
Xia Yu è il figlio maggiore, raramente fonte di preoccupazione per la madre. Come studente laureando in legge e finanza alla National Taiwan University, è molto capace con i conti e mantiene il budget monetario della famiglia, pur essendo egli stesso un amante del denaro. Durante l'assenza della madre, cucina e si prende cura dei due fratelli minori.
Sebbene sia la persona di cui tutti si fidano e su cui fanno affidamento, egli è molto irritato per essere l'unico umano comune o "Ma Gua" (麻瓜) della famiglia, e odia gli umili lavori di casa.
Il male nota la sua gelosia, e la usa per renderlo malvagio donandogli un anello che risucchia i poteri delle altre persone. L'anello dischiude inconsapevolmente il potere sigillato di Xia Yu. Come si viene a scoprire, infatti, egli non è Ma Gua di nascita. Suo padre aveva segretamente sigillato il suo potere alla nascita, poiché egli esibiva il gene del male puro. Quando il ragazzo entra nel clou dei suoi poteri, gli istinti malvagi iniziano a sopraffarlo. La situazione forza suo padre ad usare la "Xi Hun Qu" (洗魂曲 / Melodia che Pulisce l'Anima) per purificare la sua anima e sigillare di nuovo il suo potere, che rimane tale finché suo nonno paterno non riesce nel suo piano di dominare il mondo, causando un'esplosione di energia oscura che colpisce direttamente lui, trasformandolo in "Gui Feng" (鬼鳳 / Fenice Fantasma).
Xia Mei (夏美) / Gui Wa (鬼娃)
La più giovane della famiglia, nonché l'unica figlia femmina di Xia Xiong e Ye Si Ren. Nonostante sia nata in una famiglia magica potente, Xia Mei ha solo dei poteri di livello base, e ciò la rende il membro meno potente della famiglia. Tuttavia, tra coloro nella serie che possiedono poteri di bassi livelli, lei è la più forte.
All'inizio ha una cotta per Xiu, il chitarrista dei Dong Cheng Wei (東城衛), ma più tardi si innamora di Lan Ling Wang. Diviene così ossessionata da Lan Ling Wang che sacrificherebbe tutto quello che ha per lui.
Strappando parzialmente il suo Feng Long Tie (封龍貼), Xia Mei diviene in grado di usare i poteri dell'elettricità. Tuttavia non è in grado di causare danni seri, a causa del basso livello dei suoi poteri.
Quando strappa completamente il suo Feng Long Tie, si trasforma in Gui Wa (鬼娃 / Bambola Fantasma), e spaventa le persone con Zhen Zi (貞子 - un demone ripreso dal film The Ring), un demone dalle sembianze di fantasma con la pelle pallida che emana una luce verdastra. Lei in grado di scongiurare la sua presenza grazie ad una bambolina che appare quando si trasforma.
Xiu (脩)
Xiu è il leader e chitarrista della band Dong Cheng Wei (東城衛).
All'inizio egli pensava che Xia Tian fosse solo un umano (Ma Gua 麻瓜), ma quando percepisce i suoi poteri speciali inizia a sospettare che Xia Tian possa avere il potenziale per diventare il leggendario Zhong Ji Tie Ke Ren (終極鐵克人), quindi diventa il suo insegnante di chitarra e successivo allenatore.
Xiu ha l'abilità di forzare qualcuno ad agire secondo i suoi comandi, questo è un incantesimo di cui sono capaci tutti i membri della sua famiglia.
La sua arma speciale è un plettro per chitarra conosciuto come "Shen Feng Pi Ke" (神風鎞克 / Plettro per Chitarra del Dio del Vento), che ha il potere di aumentare le abilità magiche del proprio possessore, e genera un'energia guaritrice.
Han (寒)
Han è la ragazza che Xia Tian aveva incontrato e salvato da una gang di ragazzacci quando erano piccoli. Lei gli diede il suo fermaglio per capelli come pegno, ed i due divennero amici. Dopo la morte della mamma della ragazza, lei fu rapita dalle forze oscure. Xia Tian ha sentito la sua mancanza sin dal giorno della sua sparizione, ed ha sempre pensato che lei se ne fosse andata di sua volontà.
Anni dopo, Han riappare quando Xia Tian e suo padre vengono attaccati da uno strozzino, e li salva involontariamente (anche se colpisce Xia Tian alla testa).
Egli la riconosce non appena vede la fotografia che i due avevano fatto insieme alla mamma della ragazza, lo stesso giorno in cui Xia Tian ragazzino l'aveva salvata dalla gang. Tuttavia, Han ha dimenticato la sua amicizia con Xia Tian, insieme a tutto ciò che era successo prima del suo rapimento.
Han ha il potere di leggere la mente delle persone, e usa un paio di bacchette da batteria conosciute come "Jing Lei" (驚雷 / Tuono Spaventoso) come armi principali, nelle quali lei stessa ha trasferito la sua anima in modo da renderle più potenti e spirituali.
a Chord
a Chord è originariamente il cantante della band Dong Cheng Wei (東城衛). È un ragazzo simpatico, che non si rende conto delle occasioni giuste in cui parlare.
L'arma principale di a Chord è un diapason chiamato "Gui Zhan Yin Cha" (鬼戰音叉), che egli usa per attaccare i nemici grazie alle onde del suono.

## Famiglie Yi Neng (異能家族)
Famiglia Xia Lan Xing De (夏蘭荇德家族)
Una famiglia di potenti guerrieri, che porta la responsabilità di proteggere il Feng Long Ka, un cimelio che racchiude in sé il segreto del Zhong Ji Tie Ke Ren (Uomo di Ferro Definitivo), ed è tenuto segreto dal mondo magico. Il membro più anziano della famiglia è anche il guardiano della dimensione spiritica del Mie, dove fantasmi e demoni la fanno da padroni. Questa è una delle famiglie con la più alta reputazione della Dimensione di Ferro.
Membri:
Xia Liu (夏流)
Xia Xiong (夏雄)
Xia Yu (夏宇), Xia Tian (夏天) e Xia Mei (夏美)
Membri deceduti:
Due antenati non nominati (兩個無名祖先)
Famiglia Ye He Na La (葉赫那啦家族)
Secoli fa, questa era solo una comune famiglia con poteri speciali. Tuttavia, in seguito, la famiglia si arrese al male e divenne oscura. Il loro obiettivo è rubare il Feng Long Ka dalla famiglia Xia Lan Xing De. Per evitare che i propri discendenti diventassero demoni, gli antenati della Ye He Na La crearono la Zhen Mo San Bu Qi (鎮魔三部曲 / Sinfonia che Sopprime i Demoni), che aiuta i posteri a liberarsi della loro natura malvagia, la Melodia che Raccoglie l'Anima (蒐魂曲), la Melodia che Pulisce l'Anima (洗魂曲) e la Melodia che Calma l'Anima (安魂曲). Verso la fine della storia, i poteri di questa famiglia vengono distrutti ed i membri rimanenti messi in fuga.
Membri:
Ye Si Ren (葉思仁) e Ye Si Si (葉思思)
Xia Yu (夏宇), Xia Tian (夏天) e Xia Mei (夏美)
Membri deceduti:
Ye He Na La Teng (葉赫那拉 腾)
Ye He Na La Xiong Ba (葉赫那啦 雄霸)
Famiglia Hu Yan Jue Luo (呼延覺羅家族)
Una famiglia di potenti guerrieri, che usano gli strumenti musicali come armi. Tutti i membri di tale famiglia sono specializzati nello She Xin Shu (攝心術), un incantesimo in grado di controllare le persone. A causa del fatto che avevano diverse caratteristiche in comune con la famiglia Han Ke La Ma, molte generazioni di entrambe le famiglie si sono unite in matrimonio, finché una di queste generazioni ha causato un odio genetico che è stato trasmesso ai posteri. Tuttavia, le generazioni recenti hanno superato l'odio genetico, riappacificandosi. I membri di questa famiglia sono conosciuti per essere gli assistenti e i protettori del fantomatico Zhong Ji Tie Ke Ren (終極鐵克人).
Membri:
Vincent
Xiu (脩)
Membri deceduti:
Hu Yan Jue Luo Tie Le Shi (呼延覺羅鐵勒士)
Hu Yan Jue Luo Huan (呼延覺羅 喚)
Famiglia Han Ke La Ma (韓克拉瑪家族)
Una famiglia di potenti donne guerriere, che utilizza similmente alla famiglia Hu Yan Jue Luo degli strumenti musicali come armi, dentro le quali mettono la loro stessa anima: questo è il loro punto di forza, ma anche la loro debolezza. Tutti i membri della famiglia Han Ke La Ma sono specializzati nell'incantesimo Rei De You Mai En (蕊德尤邁恩 / Leggo la tua Mente), che permette loro di leggere la mente di una persona semplicemente toccandola e pronunciando il nome dell'incantesimo.a spell that allows them to read a person's mind by touching them and saying out the spell. A causa del fatto che avevano diverse caratteristiche in comune con la famiglia Hu Yan Jue Luo, molte generazioni di entrambe le famiglie si sono unite in matrimonio, finché una di queste generazioni ha causato un odio genetico che è stato trasmesso ai posteri. Tuttavia, le generazioni recenti hanno superato l'odio genetico, riappacificandosi.
Membri:
Han (寒)
Membri deceduti:
Han Ke La Ma Mian Mian Bing (韓克拉瑪 綿綿冰)
Han Ke La Ma Nana (韓克拉瑪 那那)
Bing Xin (冰心)
Famiglia Gu La Yi Er (古拉依爾家族)
Questa famiglia ha giurato di servire la famiglia Ye He Na La per l'eternità. Secoli fa una maledizione fu posta sui suoi membri, e se la settima generazione non è in grado di trovare un modo per eliminare la maledizione, i posteri non potranno mai ricevere i poteri di famiglia e saranno per sempre controllati dalla famiglia Ye He Na La. Questa famiglia è stata eliminata quasi completamente, e Lan Ling Wang è l'ultimo discendente rimasto.
Membri:
Lan Ling Wang (蘭陵王)
Membri deceduti:
Gu La Yi Er Zhou Wang (古拉依爾 宙王)
Famiglia Jiu Da Zhang Lao (灸亣镸荖家族)
Una famiglia di potenti guerrieri che funge da protezione alla Dimensione di Ferro da molto tempo. Per potenti che fossero le sue generazioni, ogni membro ha vissuto una vita breve.
Membri:
Jiu Wu (灸舞) e Jiu Lai (灸萊)
Membri deceduti:
Jiu Da Zhang Lao Pa Lai (灸亣镸荖 帕萊)
Famiglia Ren Ren Wan Nong (任秂完弄家族)
Una famiglia con bassi livelli di magia. I membri di questa famiglia sono molto bravi a trovare le persone.
Membri:
Ren Ren Wan Nong Wo Xing (任秂完弄 我行)
Membri deceduti:
Ren Chen Wen (任晨文)
Famiglia Mei Shan Lu Yong (槑珊麓苚 家族)
Una famiglia con bassi livelli di magia.
Membri:
Xia Mi (瞎祕) e Wa Ge (蛙哥)

## Altri
Tie Ke Jin Wei Jun (鐵克禁衛軍)
Conosciuto anche come L'esercito Imperiale di Ferro; è un'organizzazione che lavora per il mantenimento della sicurezza nella Dimensione di Ferro, ed allo stesso tempo funge da società del mondo magico. L'organizzazione consiste di quattro band: Dong Cheng Wei (東城衛), Nan Cheng Wei (南城衛), Xi Cheng Wei (西城衛) e Bei Cheng Wei (北城衛). Essi lavorano insieme al Meng Zhu (盟主 / Comandante) per il mantenimento della sicurezza. I Dong Cheng Wei sono la band principale del Tie Ke Jin Wei Jun (鐵克禁衛軍).
Membri:
Jiu Wu (灸舞), Xiu (脩), Xia Tian (夏天), a Chord, Deng (鐙), Ming (冥) e Jie (戒).

## Incantesimi
- 坎綽勱脬佤 CONTROLLA IL MIO POTERE 嗚啦巴哈 → 鬼控術: aiuta a controllare i poteri che non possono essere tenuti a bada individualmente. Quest'incantesimo, talvolta, può essere conosciuto come semplice abilità. L'incantesimo è stato usato da Xia Tian e Xia Yu.
- 離之咒 SBRICIOLA 嗚拉巴哈 → 使萬物歸於原始狀態: interrompe l'incanesimo 回之咒, ed esaurisce l'energia della persona che ha evocato tale incantesimo. Questo incantesimo può essere effettuato solo in un dato giorno e ad una data ora. Questo è l'incantesimo che ha restaurato i poteri di Lan Ling Wang, ed ha fatto tornare Xia Yu in sé. È stato usato da Lan Ling Wang (蘭陵王).
- 氏腮缹 DECIFRAZIONE 嗚啦巴哈 → 異能破解術: fa da scudo a chi lo utilizza, proteggendolo dall'incantesimo in grado di controllare le persone. Questo incantesimo è usato da Han.
- 伊蕊斯蕊外 CANCELLA IL RICORDO 嗚啦巴哈 → 倒帶刪除術: cancella la memoria della persona verso cui è indirizzato. Questo incantesimo viene usato da Xia Liu.
- 飛映殤德 RIEMPI IL TUONO 嗚啦巴哈 → 連擊式雷擊術: permette a chi lo utilizza di attaccare l'avversario con potenti tuoni, o di combattere alla velocità del lampo. L'incantesimo viene usato da Han.
- 伏擂姆殤德 TUONO INGANNEVOLE 嗚啦巴哈 → 裝點式雷擊術: lancia sprazzi di energia del tuono dall'arma di chi lo utilizza. Viene usato da Han.
- 芣恪廝 FOCALIZZA 嗚啦巴哈 → 專注術: amplifica la capacità di concentrarsi del bersaglio. Tale incantesimo viene utilizzato da Xiu (脩), Jiu Wu (灸舞), Jiu Lai (灸萊) e Demon Hunter (斬魔獵士).
- 伏瑞斯 CONGELA 嗚啦巴哈 → 凝結術: immobilizza i movimenti del bersaglio. Tra tutti gli incantesimi della serie, questo è quello che si vede utilizzato più volte. È usato da Xia Xiong (夏雄), Xiu (脩), Xia Liu (夏流), a Chord, Xia Tian (夏天) e da un demone invisibile.
- 馬賽克 MOSAICO 嗚啦巴哈 → 馬賽克氣場盾: crea un mosaico intorno alla faccia di chi lo utilizza. È sicuramente il potere meno utile. L'incantesimo è usato da Ren Chen Wen (任晨文) e Xia Yu (夏宇).
- 謬特 MUTO 嗚啦巴哈 → 靜音術: rende il bersaglio incapace di parlare. Tale incantesimo viene utilizzato da Xia Xiong (夏雄), Xia Liu (夏流) e Xia Tian (夏天).
- 派喇笛多殤德 TUONO PSEUDOINGANNEVOLE 嗚啦巴哈 → 重點式雷擊術: crea una potente energia, che attacca l'avversario attraverso i tuoni. L'incantesimo viene usato da Han.
- 蕊德尤邁恩 LEGGI LA MENTE 嗚啦巴哈 → 讀心術: permette a chi lo usa di leggere la mente dell'avversario. Viene utilizzato da Han.
- 蕊力ㄈ SOLLIEVO 嗚啦巴哈 → 解除術: inverte tutti gli incantesimi. Questo incantesimo si vede utilizzato da Xia Xiong (夏雄), Xiu (脩), Xia Liu (夏流) e Xia Yu (夏宇).
- 蕊辟特 RIPETI 嗚啦巴哈 → 重複術: fa ripetere al bersaglio le proprie azioni. Viene usato da Xia Xiong (夏雄) e Xia Yu (夏宇).
- 銷爾特 SCUDO 嗚啦巴哈 → 氣場防護罩: crea uno scudo intorno a chi lo usa. È stato utilizzato da Xia Mei (夏美).
- 斯羅摩迅 RELLENTA 嗚啦巴哈 → 慢動作術: fa muovere il bersaglio al rallentatore. È usato da Xia Xiong (夏雄) e Xia Liu (夏流).
- 沙氪瘖 RISUCCHIA 嗚啦巴哈 → 驅動魔借吸取異能: permette a chi lo usa di risucchiare il potere alle altre persone. Questo incantesimo è stato usato da Xia Yu (夏宇).
- 殤德雷霆 TUONI E FULMINI 嗚啦巴哈 → 急電術: permette a chi lo utilizza di attaccare con l'elettricità. Se i poteri di chi lo usa non sono abbastanza forti, l'incantesimo non è in grado di uccidere il bersaglio. Si vede utilizzato da Xia Mei (夏美).
- 樁緦芣 TRASFERISCI 嗚啦巴哈 → 異能轉移術: permette a chi lo usa di trasferire il suo potere a qualcun altro, ma in questo caso la persona muore una volta che tutti i suoi poteri sono trasferiti. Questo incantesimo non è stato usato.
- 威伏點. ZIP → WAVE.ZIP 壓縮傳音術: permette a chi lo usa di parlare a velocità soprannaturale, ed all'ascoltatore designato di capirlo. Questo incantesimo viene usato da Xiu (脩), dal capo della famiglia Ye (老掌門) e da Xia Tian (夏天). Wang Da Dong (汪大東) lo utilizzerà nel sequel della serie, K.O.3an Guo.
- 降魔訣第一訣 → 北嗑土海洏 TORNA ALL'INFERNO 嗚啦巴哈: (驅魔訣): para i colpi maligni che tentano l'attacco. L'incantesimo è usato da Xia Liu (夏流).
- 降魔訣第二訣 → 鍶夸浀泆缹 SCHIACCIA IL MALE 嗚啦巴哈: (鎮魔訣): paralizza l'avverisario. Questo incantesimo viene usato da Xia Liu (夏流).
- 降魔訣第三訣 → 合臻圍伏 ONDE HERTZIANE 嗚啦巴哈: (拘魔訣): un incantesimo catturante usato contro il male. È noto per rendere l'avversario incapace di combattere. Viene utilizzato da Xia Liu (夏流).
- 降魔訣第四訣: (劀魔訣): uno degli incantesimi creati da Xia Liu per combattere il male. Questo incantesimo non è stato utilizzato.
- 降魔訣第五訣: (磔魔訣): uno degli incantesimi creati da Xia Liu per combattere il male. Questo incantesimo non è stato utilizzato.
- 降魔訣第六訣: (劈魔訣): uno degli incantesimi creati da Xia Liu per combattere il male. Questo incantesimo non è stato utilizzato.
- 降魔訣第七訣: (裂魔訣): uno degli incantesimi creati da Xia Liu per combattere il male. Questo incantesimo non è stato utilizzato.
- 降魔訣第八訣: (與魔共毀訣): uno degli incantesimi creato da Xia Liu per combattere il male. Degli otto incantesimi a questo scopo, questo è il più pericoloso, essendo in grado di uccidere l'avversario ma anche lo stesso creatore. Questo incantesimo non viene usato.
- 麒麟脈衝光套餐 → 一號餐分光套餐嗚啦巴哈: usato attraverso il Guanto Qilin (麒麟手) per creare sprazzi di luce. Questo incantesimo viene usato da Xia Xiong (夏雄).
- 麒麟脈衝光套餐 → 二號餐散光套餐嗚啦巴哈: uno degli incantesimi speciali di Xia Xiong, evocato grazie al Guanto Qilin (麒麟手). Questo incantesimo non è stato usato.
- 麒麟脈衝光套餐 → 三號餐聚光套餐 嗚拉巴哈: attacca con un lampo di luce che proviene dal Guanto Qilin (麒麟手). Questo incantesimo viene usato da Xia Xiong (夏雄).
- 麒麟脈衝光套餐 → 四號餐束光套餐嗚啦巴哈: uno degli incantesimi speciali di Xia Xiong, evocato grazie al Guanto Qilin (麒麟手). Questo incantesimo non è stato usato.
- 麒麟脈衝光套餐 → 五號餐疾光套餐嗚啦巴哈: uno degli incantesimi speciali di Xia Xiong, evocato grazie al Guanto Qilin (麒麟手). Questo incantesimo non è stato usato.
- 麒麟脈衝光套餐 → 六號餐銀光套餐嗚啦巴哈: uno degli incantesimi speciali di Xia Xiong, evocato grazie al Guanto Qilin (麒麟手). Questo incantesimo non è stato usato.
- 麒麟脈衝光套餐 → 七號餐瞬光套餐嗚啦巴哈: uno degli incantesimi speciali di Xia Xiong, evocato grazie al Guanto Qilin (麒麟手). Questo incantesimo non è stato usato.
- 麒麟脈衝光套餐 → 八號餐銀光套餐嗚啦巴哈: uno degli incantesimi speciali di Xia Xiong, evocato grazie al Guanto Qilin (麒麟手). Questo incantesimo non è stato usato.
- 麒麟脈衝光套餐 → 九號餐星光套餐嗚啦巴哈: uno degli incantesimi speciali di Xia Xiong, evocato grazie al Guanto Qilin (麒麟手). Questo incantesimo non è stato usato.
- 麒麟脈衝光套餐 → 十號餐悲光套餐嗚啦巴哈: uno degli incantesimi speciali di Xia Xiong, evocato grazie al Guanto Qilin (麒麟手). Questo incantesimo non è stato usato.
- 夏蘭荇德家族脈衝光套餐全家餐 嗚啦巴哈: crea un campo dove le forze di attacco e di difesa vengono combinate ai poteri dell'intera famiglia e del Guanto Qilin (麒麟手). L'incantesimo viene usato da Xia Xiong (夏雄), Xia Liu (夏流), Xia Mei (夏美) e Xia Tian (夏天).
- 夏蘭荇德家族脈衝光套餐組合餐 嗚啦巴哈: crea un campo di forze di difesa e offesa in combinazione ai poteri dell'intera famiglia, di altri utilizzatori di magia e del Guanto Qilin (麒麟手). L'incantesimo viene usato da Xia Xiong (夏雄), Xia Tian (夏天), Xia Liu (夏流) e Xia Mei (夏美).
- 問候令尊令堂祖宗八代下流找人術: permette ad un gruppo di utilizzatori di convocare il bersaglio parlandogli nell'antica lingua. Se la prima parte dell'incantesimo non funziona, è richiesta una lingua di tipo profano. Tale incantesimo viene usato da Xia Liu (夏流), Xia Xiong (夏雄), Xia Yu (夏宇), Xia Tian (夏天) e Xia Mei (夏美).
- 縱鶴擒龍嗚啦巴哈 → 縱鶴擒龍術: crea una mano che attacca con degli artigli di energia. Questo incantesimo viene utilizzato da Xiu (脩), ed è il suo incantesimo di attacco più potente.
- 攝心術嗚啦巴哈: obbliga il bersaglio ad eseguire gli ordini del creatore, senza potersi ribellare. L'incantesimo viene usato da Xiu (脩) ed una volta da Xia Yu (夏宇). Mentre Xiu deve pronunciare l'incantesimo ad alta voce per farlo funzionare, Xia Yu non ha bisogno di dire le parole a voce alta.
- 變種 RH 陰性攝心術: una versione malvagia del She Xin Shu (攝心術 - leggi sopra), che obbliga il bersaglio ad eseguire gli ordini del creatore senza poter combattere. L'incantesimo viene usato da Vincent.
- 夏蘭荇德家族祖傳 噩運咒 (ba le ba the wu lu wu): un incantesimo che porta sfortuna. Tale maledizione non può essere sollevata dalla persona che è stata maledetta, ma è qualcun altro che deve aiutarla a sollevare l'incantesimo. Esso viene usato da Xia Liu (夏流).
- 回之咒 嗚拉巴哈 → 父召子咒: un potente incantesimo usato da coloro che fanno uso di poteri oscuri. È conosciuto per trasferire un'enorme energia a chi lo evoca, ma per essere in grado di ottenere tale effetto deve essere eseguito un rito particolare. L'incantesimo è stato usato dal capo della famiglia Ye He Na La (老掌門).
- 混元無極: l'incantesimo estremo, evocato dal Zhong Ji Tie Ke Ren in combinazione con coloro che hanno poteri originali. L'incantesimo viene usato da Xia Tian (夏天), Xiu (脩), Xia Yu (夏宇), Han (寒), Lan Ling Wang (蘭陵王), Jiu Wu (灸舞) e dai Dong Cheng Wei.

## Cast
| Personaggio | Nome umano                       | Attore                   |
| Xia Lan Xing De Xiong (夏蘭荇德 雄) Antenata dei Xia Lan Xing De (夏蘭荇德祖先)                                  | Xia Xiong (夏雄) nessuno         | Pauline Lan (藍心湄)     |
| Xia Tian (夏天) / Gui Long (鬼龍) Wang Da Dong (汪大東) Zack se stesso                                           | Xia Tian (夏天) nessuno          | Jiro Wang (汪東城)       |
| Ye He Na La Si Ren (葉赫那啦 思仁) Duan Chang Ren (斷腸人) Hei Long (黑龍) Se stesso                             | Ye Si Ren (葉思仁) nessuno       | Na Wei Xun (那維勲)      |
| Xia Lan Xing De Liu (夏蘭荇德 流) Antenato dei Xia Lan Xing De (夏蘭荇德祖先)                                    | Xia Liu (夏流) nessuno           | Chen Bo Zheng (陳博正)   |
| Xia Lan Xing De Yu (夏蘭荇德 宇) Gui Feng (鬼鳳) Se stesso                                                       | Xia Yu (夏宇) nessuno            | Danson Tang (唐禹哲)     |
| Xia Lan Xing De Mei (夏蘭荇德 美) Gui Wa (鬼娃) Se stessa                                                        | Xia Mei (夏美) nessuno           | Sunnie Huang (黃小柔)    |
| Gu La Yi Er Lan Ling Wang (古拉依爾 蘭陵王) Wang Ya Se (王亞瑟)                                                  | Lan Ling Wang (蘭陵王) nessuno   | Calvin Chen (辰亦儒)     |
| Jiu Da Zhang Lao Wu (灸亣镸荖 舞) Ding Xiao Yu (丁小雨)                                                          | Jiu Wu (灸舞) none               | Aaron Yan (炎亞綸)       |
| Hu Yan Jue Lo Xiu (呼延覺羅 脩) Hu Yan Jue Luo Tie Er Shi (呼延覺羅鐵勒士)                                       | Hu Yan Xiu (呼延脩) nessuno      | Shu Chen (陳德修)        |
| Han Ke La Ma Han (韓克拉瑪 寒) Han Ke La Ma Bing Xin (韓克拉瑪 冰心) Han Ke La Ma Min Min Bing (韓克拉瑪 綿綿冰) | Han (寒) Bing Xin (冰心) nessuno | Cai Han Cen (蔡函岑)     |
| a Chord | nessuno                          | a Chord (謝和弦)         |
| Il Gran Viaggiatore (神行者) Il Dio delle Armi (槍靈王)                                                          | nessuno                          | George Hu (胡宇崴)       |
| L'Ambasciatore di Fuoco (火焰使者)                                                                               | nessuno                          | Wu Chun (吳尊)           |
| Ren Ren Wan Nong Chen Wen (任秂完弄 晨文)                                                                        | Ren Chen Wen (任晨文)            | Zhang Hao Ming (張皓明)  |
| Mei San Lu Long Xia Mi (槑珊麓苚 瞎祕)                                                                           | Xia Mi (瞎祕)                    | Lu Jian Yu (陸建宇/小辣) |
| Mei San Lu Long Wa Ge (槑珊麓苚 蛙哥)                                                                            | Wa Ge (蛙哥)                     | Ah Mai Er (阿脈兒)       |
| Jiu Da Zhang Lao Lai (灸亣镸荖 萊)                                                                               | Jiu Lai (灸萊)                   | Lin Yi Xun (林奕勳)      |
| Ye He Na La Xiong Ba (葉赫那啦 雄霸)                                                                             | Il Maestro (老掌門)              | Wang Dao (王道)          |
| Ye He Na La Si Si (葉赫那啦 思思)                                                                                | Ye Si Si (葉思思)                | Li Jie Sheng (李傑聖)    |

| Personaggio                                                | Attore                       |
| Professor G                                                | Renzo Liu (劉亮佐)           |
| Xiao Long Nu (小聾女)                                      | Qiu Er (球兒)                |
| Guo Er (過兒)                                              | Li Ang Lin (利昂霖)          |
| Demon Hunter (斬魔獵士)                                    | Xia Jing Ting (夏靖庭)       |
| Dottor Xia Gu (黠谷醫仙)                                   | Xue Zhi Zheng (薛志正)       |
| Xia Gu Rou Qing (黠谷柔情)                                 | Huang Wan Ting (皇琬婷/婉兒) |
| Bing Dao (兵刀)                                            | Qian De Men (乾德門)         |
| Fire Ant Girl (火蟻女)                                     | Wang Qiao Zheng (王巧埩)     |
| Vincent                                                    | Den Cheng Ju (單承矩)        |
| Dao Ba Jie Sen (刀疤傑森)                                  | Huang Wan Bo (黃萬伯/K一吧)  |
| Pace senza Faccia (無臉和平)                               | De Yang (德楊)               |
| Deng dei Dong Cheng Wei (東城衛-鐙)                        | Deng Hua Dun (鄧樺敦)        |
| Ming dei Dong Cheng Wei (東城衛-冥)                        | Li Ming Han (李明翰)         |
| Jie dei Dong Cheng Wei (東城衛-戒)                         | Michael Chen (陳志介)        |
| Shi Ba Tong Ren (十八捅人)                                 | Li Bing Yi (李秉億)          |
| Piccola Infermiera Stupefacente (神奇小護士)               | Chang Ai Wen (常愛芠/愛兒)   |
| Il Messaggero (信哥) Gu La Yi Er Zhou Wang (古拉依爾 宙王) | Jian Han Zhong (簡翰忠)      |
| Li Da Xiong (李大雄)                                       | Li Guo Chao (李國超)         |
| Proprietario del negozio di fumetti                        | Cai Ba (蔡爸)                |
| Zhen Zi (貞子)                                             | Ni Pei Wei (倪裴薇)          |
| Sceneggiatore A                                            | Ye Hui Zhi (葉惠芝)          |
| Sceneggiatore B                                            | Hong Qi Yang (洪綺陽)        |
| Servo leale (忠僕)                                         | Lin Shu Hong (林書弘)        |
| Ah Fei (阿飛)                                              | Zhang Zhi Wei (張志偉)       |
| Madre di Han (寒媽)                                        | Zhang Yi Lin (張以琳)        |
| Boss mafioso (流氓老大)                                    | Wu Zhen Ya (吳震亞)          |
| Gangster                                                   | Chen Jun Hui (陳俊輝)        |
| Gangster                                                   | Liu Guo Shao (劉國卲)        |
| Gangster                                                   | Hong Wei Xin (洪維信)        |
| Barista                                                    | Wu Feng Qing (吳豐卿)        |
| Xia Yu bambino (小夏宇)                                    | Wu Yan Xuan (吳彥諠)         |
| Xia Tian bambino (小夏天)                                  | Xiang Bo Tao (相博濤)        |
| Xia Mei bambina (小夏美)                                   | Xu Qiong Yun (許瓊云)        |
| Han bambina (小寒)                                         | Xu Yu Ling (許育菱)          |
| Dao Ba Jie Sen bambino (小刀疤傑森)                        | Lin Yi Cheng (林奕丞)        |

## The X-Family su altri media
- X Online ([1])
- The X-Family: Colonna Sonora TV Originale - 31 agosto 2007
- The X-Family: Colonna Sonora TV Originale: Seconda edizione - 7 settembre 2007
- The X-Family: Dietro le quinte - agosto 2007
- The X-Family: Telenovela - agosto 2007

## Lavorazione di The X-Family
Sebbene The X-Family abbia un forte carattere fantasy e fantascientifico, la produzione ha tentato di intendere la serie come wuxia futuristica. Il loro obiettivo era di mostrare com'è il wuxia ai giorni nostri e come sarebbe nel futuro. Nel primo episodio, si nota un omaggio al genere wuxia quando Xiu trasferisce la sua energia ai guerrieri KO, tentando di restaurare i loro poteri. Il "trasferimento d'energia" per aiutare gli altri è un tema ricorrente in The X-Family.
Mentre i lavori per la serie continuavano, la squadra di sceneggiatori ha compiuto uno sforzo notevole per mantenere il tema da fumetto di KO One, come anche per incorporare elementi ripresi dai videogiochi popolari tra il pubblico adolescente. A questo scopo, hanno dato a quasi tutti i loro personaggi della Dimensione di Ferro dei poteri speciali e delle armi molto più potenti di quelle utilizzate dai loro alter ego nella Dimensione Dorata. Per esempio, Lan Ling Wang ha la sua "Lan Ling Zhan", un'enorme spada che può eliminare un quartiere intero di una città quando tutta la forza vitale del suo proprietario viene incanalata nell'arma. Al contrario, la sua controparte Wang Ya Se nella Dimensione Dorata ha la "Shi Zhong Jian", una piccola spada nella roccia che riesce solo ad intensificare i suoi punti di combattimento. Per mostrare la differenza tra vecchi e nuovi poteri e armi sono stati utilizzati diversi effetti speciali, che hanno comportato riprese ulteriori e spreco di tempo post-produzione. Come risultato, ci sono voluti otto mesi (da settembre 2006 ad aprile 2007) per ultimare le riprese del drama.
La trama è irreale, ma i personaggi sono parzialmente basati sugli attori che li interpretano realmente. Nel programma, i Dong Cheng Wei sono un'unità della Squadra di Protezione di Ferro che sta a guardia della Dimensione di Ferro con la sua musica. Nella vita reale, i Dong Cheng Wei sono una band rock messa su da Chen De Xiu e Jiro Wang durante gli anni della scuola superiore. Xiu è attualmente un membro della band, mentre Jiro è un membro della rock band come anche della boyband Fahrenheit.

## Controversie
Qualche giorno prima della data di messa in onda, su internet sono comparse delle opposizioni contro lo show. Gli spettatori taiwanesi hanno notato che il costume del personaggio di Lan Ling Wang era troppo simile a quello del personaggio Cloud Strife di Final Fantasy VII. Il produttore esecutivo Wang Xin Gui fu costernato dalle accuse, e negò la loro validità
I cittadini di internet non furono soddisfatti della risposta del produttore, ed iniziarono a mandare delle petizioni per boicottare il programma. Il produttore rispose pubblicando delle scuse pubbliche attraverso la Comic International Productions Co. Ltd, assicurando che fosse in corso una negoziazione con la Square Enix sui diritti di proprietà. Inoltre, puntualizzò che la somiglianza tra Lan Ling Wang e Cloud Strife era puramente casuale. Come conseguenza dei tumulti, la HIM International Music rimandò la data di pubblicazione della Colonna Sonora Originale, poiché la copertina del CD conteneva immagini implicate nella disputa per il copyright. Il programma, insieme al libro che l'accompagna, è stato pubblicato entro la data prevista.

## Seguiti

### K.O.3an Guo (confermato)
È stato confermato che sarà messo in onda il terzo capitolo della saga, chiamato "K.O.3an Guo" (終極三國).
Vi parteciperanno gli attori George Hu, Chen De Xiu e Kirsten Ren, la sorella minore di Selina delle S.H.E.
Jiro Wang, Calvin Chen ed Aaron Yan dei Fahrenheit vi appariranno sporadicamente come ospiti, abbandonando i loro ruoli di protagonisti della serie.
La serie dovrebbe essere stata messa in onda il 27 e 28 febbraio 2009 sulla FTV e sulla GTV.